# Морський крайт Крокера
Морський крайт Крокера (Laticauda crockeri) — отруйна змія з роду Морський крайт родини Аспідові. Інша назва «озерний морський крайт».

## Опис
Загальна довжина сягає 60—80 см. Спостерігається статевий диморфізм — самиці більші за самців. Голова невелика, стиснута з боків. Тулуб стрункий, хвіст помірного розміру, плаский. Навколо шиї та тулуба тягнеться 19—21 рядків невеликої луски. Забарвлення темних кольорів. Черево світліше за спину.

## Спосіб життя
Зустрічається у солонуватій озерній воді. Харчується дрібною рибою.
Це яйцекладна змія.

## Розповсюдження
Це ендемік Соломонових островів — зустрічається лише в озері Те-Нгано на о.Реннел.